# Železniční most

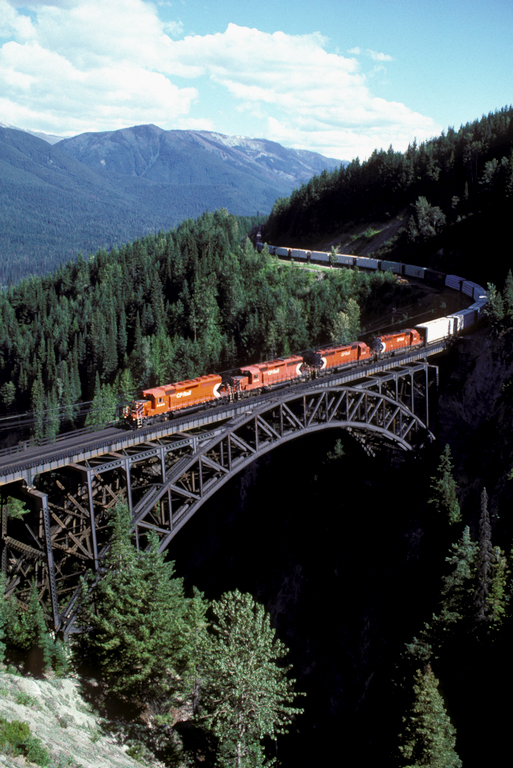
Železniční most (Canadian Pacific Railway)

Železniční most je obecné označení mostu sloužícího výhradně nebo také železniční dopravě.
V některých městech se označení „železniční most“ používá způsobem blízkým používání vlastních jmen. Zejména v Praze je toto označení vžité jako neoficiální vlastní jméno vyšehradského železničního mostu namísto původního názvu most Spojených drah (třebaže ve městě je i několik dalších železničních mostů a ani tento nebyl prvním).

## Podrobná prohlídka železničního mostu
Podrobná prohlídka železničního mostu se provádí podle vyhlášky č. 177/95 Sb. a předpisu SŽDC S 5 Správa mostních objektů. Při podrobné prohlídce se zjistí, zdokumentují a vyhodnotí všechny poruchy mostu. Výstupem z podrobné prohlídky je Protokol o podrobné prohlídce. Podrobnou prohlídku provádí zkušení a kvalifikovaní pracovníci. Podrobná prohlídka se provádí 1 x za 36 měsíců.